# Ebetsu
Ebetsu (japanska: 江別市 ?, Ebetsu-shi) är en stad i Hokkaidō prefektur i Japan. Staden fick stadsrättigheter 1954. 
Centrala Ebetsu ligger ca 17 km öster om centrala Sapporo.